# Ligny-le-Ribault
Ligny-le-Ribault è un comune francese di 1 356 abitanti situato nel dipartimento del Loiret nella regione del Centro-Valle della Loira.

## Società

### Evoluzione demografica
Abitanti censiti